# 326 Тамара
326 Тама́ра (326 Tamara) — астероїд головного поясу, відкритий 19 березня 1892 року Йоганном Палізою у Відні.